# Héctor Gustavo Gatti
Héctor Gustavo Gatti (Mar del Plata, Provincia de Buenos Aires, Argentina, 25 de enero de 1972) es un exfutbolista argentino. Jugaba de portero y militó en diversos clubes de Argentina, Chile, México y Uruguay.

## Clubes
| Club                      | País      | Año       |
| ------------------------- | --------- | --------- |
| Huachipato                | Chile     | 1992-1997 |
| Liverpool                 | Uruguay   | 1998      |
| Monarcas Morelia          | México    | 1999      |
| Rangers                   | Chile     | 2000      |
| Provincial Osorno         | Chile     | 2001-2002 |
| Huachipato                | Chile     | 2002-2003 |
| Banfield de Mar del Plata | Argentina | 2004-2005 |
| Aldosivi de Mar del Plata | Argentina | 2005-2006 |
| Santamarina de Tandíl     | Argentina | 2006-2007 |
| Alvarado de Mar del Plata | Argentina | 2007-2009 |
| Talleres de Mar del Plata | Argentina | 2010-2011 |